# Епифань (Гомельский район)
Епифань (бел. Епіфа́нь) — посёлок в Терюхском сельсовете Гомельского района Гомельской области Беларуси.
Расположено Марковичское лесничество.

## География

### Расположение
В 14 км от железнодорожной станции Терюха (на линии Гомель — Чернигов), 28 км на юг от Гомеля.

### Гидрография
На реке Терюха (приток реки Сож).

## Транспортная сеть
Транспортные связи по просёлочной, затем автомобильной дороге Старые Яриловичи — Гомель. Деревянные крестьянские усадьбы стоят вдоль просёлочной дороги.

## История
Основана в начале XIX века, когда сюда, в урочище Епифанполье, начали переселяться жители соседних деревень. В 1816 году в Гомельской волости Белицкого уезда Могилёвской губернии. Владение фельдмаршала, графа П.А. Румянцева-Задунайского, впоследствии князя И.Ф. Паскевича. В 1932 году жители вступили в колхоз.

## Население

### Численность
- 2004 год — 5 хозяйств, 21 житель

### Динамика
- 1816 год — 8 дворов, 24 жителя
- 1959 год — 26 жителей (согласно переписи)
- 2004 год — 5 хозяйств, 21 житель